# Niedernhägener Bauerschaft
Niedernhägener Bauerschaft – miejscowość w Niemczech, w kraju związkowym Dolna Saksonia, w związku komunalnym Region Hanower, w gminie Isernhagen.